# 高朱蒙
東明聖太王（前58年—前19年），姓高（韓語：고）或解（韓語：해），名朱蒙，亦作鄒牟（韓語：추모）、眾解、中牟、仲牟、或都慕，是传说中高句麗的开国国君。约前37年，在沸流水（今浑江）畔之紇升骨城（又稱卒本城，今桓仁满族自治县五女山城）建高句麗国。

## 出身传说
據《三國史記》所載傳說，高朱蒙幼年便善于狩猎，七岁就自作弓矢射之，百发百中，朱蒙在扶余语中即为“善射”之意。他是河伯（即河神）之女柳花夫人与天帝之子解慕漱所生之子，自小被東扶餘的金蛙王收养。金蛙王於太白山南邊的優渤水遇柳花，柳花自稱来自河伯族，與天帝之子解慕漱私通。金蛙王甚覺奇異，將柳花幽禁於室中。柳花受日光照射而產下一巨蛋，此巨蛋走獸相避不食，禽鳥以翼覆蓋保護，且刀不能剖，最後一名男孩自巨蛋中破殼而出，他就是朱蒙。朱蒙的历史及其名号最早记载于北朝《魏書》，中国后代历史书多摘抄与此。《三國遺事》及好太王碑文均有類似之記載。
《三國史記》又記載，高朱蒙常與金蛙王的七个儿子一起遊戲，比試射技高低。他們的技能不如高朱蒙，高朱蒙因此遭嫉恨。王之長子帶素說高朱蒙非人所生，必有異心，請王除掉他，免生後患。王不聽從，而给高朱蒙養馬之職。很有心計的高朱蒙故意將駿馬減食，讓它消瘦，反將劣馬餵肥。王没有察覺，挑選肥馬自己乘坐，精瘦但其實是駿馬的那匹就给了高朱蒙。後來金蛙的王子們及諸臣又想謀害高朱蒙，高朱蒙與烏伊、摩離、陝父等三人逃走，路上魚鼈浮出成橋為高朱蒙擺脫追兵。至毛屯谷遇三人：一人穿麻衣，一人穿纳衣，一人穿水藻衣：麻衣者再思賜姓克氏、納衣者武骨仲室氏、水藻衣默居少室氏。之后卒本川的沸流国国君松让让国于朱蒙建立卒本扶余，后改名为高句麗，且讓自己的兒子琉璃明王迎娶松让的女儿（王后松氏、繼室松氏），自己則迎娶桂婁部（沸流族）貴族延陀勃之女召西奴为王后。
《三國史記》又記載，高朱蒙是來自黄帝之孫高阳氏、黄帝之曾孫高辛氏。

## 治世
朱蒙建國第一年，驅逐挹婁。前36年，降服上游國家沸流國，當時沸流國王松讓欺負他“立都日淺”，打算把高句麗納為属下的附庸國。朱蒙非常氣憤，两人爭辦不已，於是進行射箭較量，一決勝負，松讓最終不敵朱蒙，只好認輸。次年六月，“松讓以國来降”，被封為多勿侯，後朱蒙降蓋馬、朱那、桓那、句荼，建国第六年十月伐行人、梁貊、曷思，前28年命扶芬奴滅北沃沮。前19年去世，時年四十歲。葬於龍山，號東明聖王。太子琉璃继位（母親是扶餘人禮氏夫人）。
最早的高句麗，金蛙王與帶素也把高句麗看成是扶餘國的屬國（柳花夫人在朱蒙王十四年死在扶餘，金蛙王以王后禮葬之，朱蒙遣使贈方物報其恩德）。朱蒙到卒本後，降服沸流、蓋馬、行人、句荼、朱那、藻那，把他們改編成与扶余国相似的高句麗五部（一说四部）。

## 史书中的争议
中國新朝王莽取代西漢後，想要大舉征伐匈奴，下令徵發高句驪兵。當地兵民不願，郡縣強迫，於是百姓多逃亡為寇。遼西大尹（漢朝制度的遼西郡太守）田譚派兵追擊，反被他們所殺。州郡歸咎責任於高句驪侯騶。始建國四年（12年），王莽命嚴尤率兵進討，嚴尤設計將騶誘騙至軍中誅殺，並將他的首級傳送到首都長安。王莽非常高興，布告全國：改高句驪名為下句驪。從此，東北各族群起反抗王莽。一些學者認為騶就是高句麗的第一代王朱蒙(鄒牟) ，一些學者認為騶就是高句麗的第二代王琉璃。

《後漢書》：
王莽初、發句驪兵以伐匈奴、其人不欲行、彊迫遣之、皆亡出塞為寇盜。遼西大尹田譚追擊、戰死。莽令其將嚴尤擊之、誘句驪侯騶入塞、斬之、傳首長安。莽大説、更名高句驪王為下句驪侯、於是貊人寇邊愈甚
《三国史记》：
三十一年　漢王莽發我兵伐胡　吾人不欲行　強迫遣之　皆亡出塞　因犯法爲寇　遼西大尹田譚追擊之　爲所殺　州郡歸咎於我　嚴尤奏言　貊人犯法　宜令州郡　且慰安之　今猥被以大罪　恐其遂叛　扶餘之屬　必有和者　匈奴未克　扶餘・貊復起　此大憂也　王莽不聽　詔尤擊之　尤誘我將延丕斬之　傳首京師　【兩漢書及南北史皆云　誘句麗侯斬之】　莽悅之　更名吾王爲下句麗侯　布告天下　令咸知焉　於是　寇漢邊地愈甚
《三国史记》中记载被贬为下句麗侯的就是琉璃明王，认为被斬的是高句丽將延丕而不是琉璃明王；而兩漢書，南北史以及日文典籍皆云　公元12年，誘句麗侯斬之。

## 家族

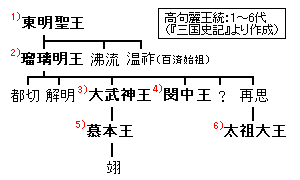
《三國史記》中的高句麗世系

- 父：解慕漱（朝鲜半岛记载）
- 母：柳花夫人（河伯女）
- 王后：召西奴
- 元配 : 禮氏夫人
- 子：
  - 沸流王
  - 溫祚王
  - 琉璃王

## 相关影视剧
- 《朱蒙》（주몽），主演宋一國